# Bloch: Ein begrabener Hund
Ein begrabener Hund ist ein deutscher Fernsehfilm von Peter Schulze-Rohr aus dem Jahr 2002. Es ist die zweite Episode der Fernsehreihe Bloch mit Dieter Pfaff in der Titelrolle des Dr. Maximilian Bloch. Die Haupt-Gaststars dieser Folge sind Catherine H. Flemming als Clara Born, die mehr für Bloch wird als nur die Mutter eines kleinen Patienten, Christoph Herzog als Tommy Born, Katharina Wackernagel als Blochs Tochter Leonie sowie David Kötter und Guntbert Warns.

## Handlung
Bloch verabschiedet sich auf dem Bahnhof von seiner Frau Annegret, die er übers Wochenende besucht hat. Das Ehepaar lebt inzwischen getrennt, die Ärztin weiter auf dem Land in Nähe des Krankenhauses, in dem sie arbeitet, und Bloch bei seiner Tochter Leonie in der Stadt. Im Zug wird er auf ein Kind im Nachbarabteil aufmerksam, das ununterbrochen kreischt. Er wirft seinen Mantel über den Jungen, woraufhin dieser augenblicklich still ist. Als er der Mutter des Kindes seine Karte übergibt mit der Aufforderung, ihm den Mantel bei Gelegenheit zurückzuschicken, meint er noch, ihr Kind brauche dringend eine Therapie.
Als Bloch einige Zeit später seine Praxis betritt, steht die Frau aus dem Zug mit ihrem kreischenden Kind vor ihm. Nachdem Bloch sie erst ziemlich unfreundlich und abweisend behandelt, zeigt er sich dann doch bereit, den Fall zu übernehmen. Er stellt der Frau, die sich ihm als Clara Born und ihren Sohn als Tommy vorstellt, ungewöhnliche Fragen und sucht anschließend mit ihr ihr komfortables Haus auf, in das auch eine von ihr geführte Galerie integriert ist. Bloch erfährt, dass ihr Mann beruflich viel unterwegs sei.
Anderentags unterhält sich Bloch mit dem minderjährigen Max, Tommy Borns bestem Freund, der meint, ohne Tommy sei alles nichts und ob er nicht machen könne, dass Tommy wieder spreche. Als Bloch im Haus der Borns versucht zu Tommy eine Verbindung herzustellen, platzt plötzlich dessen Vater ins Zimmer und verweist Bloch des Hauses. Einige Tage später taucht Clara Born mitten in der Nacht bei Bloch auf und bittet um Asyl.
In einem erneuten Gespräch mit Max, in dem der Junge ihm wiederum von der geheimnisvollen Schlange erzählt, meint Bloch, Max lüge. Er habe sich nicht einmal danach erkundigt, wie es seinem angeblich besten Freund gehe, oder ihn auch nur ein einziges Mal besucht. Max erwidert, dass er Tommy nicht besuchen oder ihn aufwecken dürfe und dass dieser die Schlange ganz allein besiegen müsse, sonst besiege die Schlange ihn. Kurze Zeit später führt Max Bloch zu einem Parkhaus, darin gebe es einen versteckten Eingang zur Schlange. Wenn einen die Schlange ansehe, werde jeder ohnmächtig, meint Max. Tommy sei es so ergangen, seitdem habe er nie wieder ein Wort gesprochen. Max lässt Bloch allein und bittet ihn, gut auf sich aufzupassen. Bloch findet hinter dem bezeichneten Eingang eine obskure Bar vor und stößt alsbald auf Tommys Vater, der in den Armen eines Mannes mit Schlangenkostüm liegt.
Kurz darauf ist Tommy verschwunden. Bloch glaubt zu wissen, wohin das Kind gelaufen ist. Er kommt hinzu, als der Junge gerade den Mann im Schlangenkostüm mit einer Art Messer angreift, ohne ihn jedoch ernsthaft zu verletzen. An seinen Vater gewendet meint er: „So, nun kannst Du weggehen, Papa.“ Bloch kommt hinzu und fängt das ohnmächtige Kind auf. „So werden sie nie wieder geliebt“, sind seine an Tommys Vater gerichteten Worte.
Bloch trägt den Kleinen in seine Wohnung, schultert Clara Born und trägt sie in sein Zimmer. In der Nacht schleicht sich eine kleine Gestalt zu den beiden ins Bett und legt sich zwischen sie. Als Tommys Mutter am nächsten Morgen die Wohnung mit ihrem Kind verlassen will, bittet Tommy Bloch, mitzukommen. „Wie schön, dass Du wieder redest“, erwidert der Psychotherapeut.

## Produktion

### Dreharbeiten, Rollenbesetzung
Der von Maran Film produzierte Film Ein begrabener Hund wurde in Köln gedreht. Für die Produktion trug beim WDR Wolf-Dietrich Brücker die Verantwortung, beim SWR Bettina Ricklefs.
Die Rolle der Clara Born ist hier mit der Schauspielerin Catherine H. Flemming besetzt, ihr Sohn Tommy wird von Christoph Herzog gespielt. In den darauffolgenden Filmen der Reihe wurden die Charaktere durchgehend von Ulrike Krumbiegel und Jonathan Dümcke verkörpert.

### Veröffentlichung
Der Film wurde am 18. September 2002 zur Hauptsendezeit im Rahmen der ARD-Reihe „FilmMittwoch im Ersten“ erstausgestrahlt.
Studio Hamburg Enterprises veröffentlichte am 30. Mai 2007 in Zusammenarbeit mit der ARD Das Erste die Fälle 1 bis 4 auf DVD.

## Rezeption

### Kritik
TV Spielfilm vergab für den Film die bestmögliche Wertung, zeigte mit dem Daumen nach oben und schrieb: „Solide, aber ‚Bloch‘ kann es besser: Das Verhältnis von Ursache und Wirkung des kindlichen Traumas erscheint überzogen.“ Fazit: „Seelenklempnerei, die Fragen aufwirft“.
Kino.de meinte, Regisseur und Drehbuchautoren sei mit der zweiten Bloch-Folge „gelungen, was nicht selbstverständlich“ sei: „Sie schüren das Interesse für einen psychologischen Fall – im Fachjargon den ‚mutistischen Schub‘ eines Jungen – und nehmen dabei dem Zuschauer die Scheu, sich mit psychischen Störungen zu befassen und für das Seelenleben ihrer Figuren zu interessieren.“ Durch „die Präsenz von Bloch, der mit seinen Methoden aufhorchen“ lasse und „mit seinen privaten Kapriolen ins Gefühlskarussell“ einlade, entstehe „eine ausgewogene Geschichte in der für Drama und Humor gleichermaßen Platz“ sei. Abschließend war man der Meinung, „die Vielschichtigkeit dieser Rolle“ sei „dem wunderbaren Dieter Pfaff auf den Leib geschneidert“.
Karin Schickinger setzte sich mit dem Film auseinander und meinte: „Schon mit der ersten Szene, in der ein vierjähriger Junge aus dem Off erklärt, was eine Seele ist, [besteche] der zweite Teil der auf vier Folgen konzipierten Serie um den Psychotherapeuten Bloch.“ Dieter Pfaff, der wie immer überzeuge, sei es „anzumerken, dass er gut mit Kindern umgehen“ könne. David Kötter zeige als Max „eine eindrückliche Leistung und die Gespräche zwischen Bloch und dem Jungen“ seien „die schönsten Szenen des Films“. Auch werde von den Drehbuchautoren der „Fehler vieler Kollegen“ nicht wiederholt, „die gern die Sozialisationen ihrer Peronen akribisch sezieren“ würden. Man vertraue auf „karge, direkte Dialoge“.
Im Spiegel war zu lesen, dass „der zweite Fall der zu Recht allseits gelobten Reihe mit dem gewichtigen Psychotherapeuten Bloch“ […] das „schauspielerisch hohe Niveau“ halte. Die Autoren der Folge hätten „den Plot“ nach „allen Regeln der Fernsehkunst mit dramatischen Momenten“ vollgepackt, sodass man vergessen könnte, „dass Psychologie mit inneren Vorgängen zu tun“ habe.

### Auszeichnungen
Deutscher Fernsehpreis
- 2003 Irmin Schmidt, nominiert in der Kategorie „Beste Musik“[6]
  - für Folge 1: Bloch: Schwarzer Staub
  - für Folge 2: Bloch: Ein begrabener Hund